# Henry Jarvis Raymond
Henry Jarvis Raymond  (24 de enero de 1820 - 18 de junio de 1869) fue un periodista, político y cofundador de The New York Times junto a George Jones.

## Obra
- "Political Lessons of the Revolution", New York, 1854.

- "Letters to Mr. Yancey", 1860

- A History of the Administration of President Lincoln, 1864

- The Life and Public Services of Abraham Lincoln, 1865

## Literatura
- Augustux Maverick. Henry J. Raymond and the New York press, for thirty years: progress of American journalism from 1840 to 1870. Publisher: A. S. Hale, Hartford, Conn. 1870

- Francis Brown:Raymond of the Times. W. W. Norton & Company, New York 1951.

- History of the New York Times, 1851-1921 × Elmer Davis.  E-Book